# Grzegorz Radzieńciak
Grzegorz Radzieńciak (ur. 3 czerwca 1998 w Lublinie) – polski hokeista, reprezentant Polski.

## Kariera
- HC Oceláři Trzyniec U16 (2011–2014)
- HC Oceláři Trzyniec U18 (2014–2016)
- HC Oceláři Trzyniec U20 (2016–2018)
- JKH GKS Jastrzębie (2018–2020)
  -  PZHL U23 (2018)
  -  Orlik Opole (2019)

Wychowanek klubu HC Oceláři Trzyniec. Od maja 2018 roku występuje w JKH GKS Jastrzębie. Pod koniec sezonu 2018/2019 przebywał na wypożyczeniu w Orliku Opole. Jednokrotny reprezentant Polski, były młodzieżowy reprezentant Polski U20. Po sezonie 2019/2020 odszedł z JKH.

## Sukcesy
- Puchar Polski: 2019 z JKH GKS Jastrzębie
- Puchar Wyszehradzki: 2020 z JKH GKS Jastrzębie
- Brązowy medal mistrzostw Polski: 2020[4] z JKH GKS Jastrzębie